# Ständestaat
Der Ständestaat (auch Korporationenstaat) ist ein politisches Konzept des 20. Jahrhunderts, als im ideologischen Rückgriff auf die vormoderne Ständeordnung diverse antiliberale Theoretiker und Regimes die „ständische“, d. h. auf Gruppenzugehörigkeit basierende korporatistische, Neuordnung der zeitgenössischen Staaten und Gesellschaften und die Abschaffung des Parteienpluralismus anstrebten.

## Ziele
Vorläufer hat die Idee des Ständestaates in der romantischen Staatstheorie z. B. von Adam Heinrich Müller, Friedrich Schlegel oder den späten Schriften Johann Gottlieb Fichtes. Die Hauptstoßrichtung der Idee richtete sich nach dem Ende des Ersten Weltkriegs gegen die organisierte Arbeiterbewegung: Arbeitgeber und Arbeitnehmer sollten sich gemeinsam innerhalb der Berufsstände organisieren, wodurch eine selbstständige Gewerkschaftsbewegung unmöglich werden sollte. Die Überwindung des Klassenkampfes war ein vordringliches Ziel. Diesen berufsständischen Ausgleich zwischen Kapital und Arbeit forderte vor allem die Enzyklika Quadragesimo anno (1931) von Papst Pius XI. Des Weiteren richtete sich die Idee des Ständestaates gegen die parlamentarische Demokratie und den liberalen Individualismus.
Der österreichische Philosoph Othmar Spann, der wichtigste Propagandist des Konzepts, sprach 1929 an der Universität München von einem autoritären „Ständestaat“ als Drittem Weg zwischen Demokratie und Marxismus. Er war gemeinsam mit Walter Heinrich Initiator des von Fritz Thyssen unterstützten Institutes für Ständewesen in Düsseldorf 1933 bis 1936.
Der Begriff des Ständestaates ist, wie Arthur Benz bemerkt, eigentlich ein Widerspruch in sich, da die Ständeordnung moderner Staatlichkeit vorausgeht und durch diese abgelöst wurde.

## Realisierungsversuche
Das Spannungsverhältnis zwischen sich selbst verwaltenden Korporationen (Ständen) und staatlich-autoritären Interventionen prägte auch die (misslungenen) Versuche der Realisierung eines Ständestaates. Während die päpstliche Enzyklika strikt zwischen der Rolle der Korporationen und Familien, den sogenannten „Gliedern des Sozialkörpers“, und der des Staates unterschied und erstere auf ihre wirtschaftliche Rolle beschränken wollte, ihnen also gemäß dem Subsidiaritätsprinzip eine große Selbstständigkeit gegenüber staatlichen Eingriffen zubilligte, betonten Othmar Spann wie auch die Theoretiker des italienischen Faschismus den Vorrang des Ganzen vor dem Einzelnen. Die Nationalsozialisten konnten sich hingegen mit der Idee des Ständestaates nicht anfreunden, da sie der völkischen und Rassenideologie im Wege stand.

### Italien
Die unter Mussolini in Kraft getretene italienische Carta del Lavoro („Charta der Arbeit“) vom 21. April 1927 ist ein Basisdokument der Prinzipien des faschistischen Ständestaats. Sie erhob den Korporatismus zur Doktrin, proklamierte eine syndikalistische Ethik der Arbeitsbeziehungen und legte Grundzüge einer faschistischen politischen Ökonomie fest. Neben der Rolle der nach Branchen bzw. Berufsgruppen organisierten Ständekammern, in denen Arbeitgeber und -nehmer vertreten waren, wurden in der Carta auch die des Privateigentums und der kollektiven Arbeitsverträge festgeschrieben. Es gab außerdem ein eigenes Ständeministerium. 
Beeinflusst war die Carta von Ideen des Sozialisten Alceste de Ambris, einem Gegner Mussolinis, der schon 1923 freiwillig nach Frankreich ins Exil gegangen war. Der Text selbst wurde von Justizminister Alfredo Rocco und dem von Hegel beeinflussten konservativen Juristen Carlo Costamagna entworfen bzw. redigiert. Der Wirtschaftsjurist Rocco, ein ehemaliger Marxist, kam aus der 1910 gegründeten Associazione Nazionalista Italiana, deren Ideen Mussolinis faschistische Partei prägten. Roccos Ziel war nicht zuletzt die wirtschaftliche Stärkung Italiens gegenüber den dominanten europäischen Mächten. Auch der ebenfalls aus dem marxistischen Lager stammende Philosoph und Jurist Sergio Panunzio forderte, den Syndikalismus durch stärkere Interventionen des Staates zum Korporatismus weiterzuentwickeln. Jedoch sah er anders als Costamagna die Korporationen nicht als unabhängige Vertretungen, sondern als Staatsorgane an. Damit wurde er zu einem der wichtigsten Theoretiker des italienischen Faschismus.
Nach Franklin H. Adler steht hinter dem (unvollständig bzw. widersprüchlich umgesetzten) Versuch der Etablierung eines italienischen Ständestaats das Bestreben, die zunehmende Zersplitterung und Konflikte der politischen und sozialen Kräfte im liberalen Nightwatchmanstate (Nachtwächterstaat) durch Bündelung dieser Kräfte nach Branchen, Berufsgruppen, Regionen und Gemeinden zu verhindern. Damit sollte den negativen Wirkungen einer zunehmenden funktionalen Differenzierung der Wirtschaft und Gesellschaft entgegengewirkt und eine gesellschaftliche Mobilisierung und Modernisierung bewirkt werden.
De facto beschränkte sich der italienische „Ständestaat“ auf symbolische Repräsentationsformen. In der Praxis erwies sich die Kompetenz der einzelnen Gliederungen als minimal; der Staat riss alle Rechtsgewalt an sich. Zumindest damit stand er im Widerspruch zu den Zielen des Vatikans, was in Nr. 91–95 der Enzyklika zum Ausdruck kommt. Hinter dem Vorhang des Korporatismus überdauerten außerdem vor allem in Süditalien alte, halbfeudale Machtstrukturen, die in Konflikt mit den immer stärker werdenden staatlichen Interventionen und technokratischen Modernisierungsversuchen gerieten.

### Österreich
Insbesondere durch die Weltwirtschaftskrise erhielt die Idee des Ständestaates zur Befriedung der Klassenauseinandersetzungen europaweit Auftrieb. Auch die Diktatur des österreichischen Dollfuß/Schuschnigg-Regimes 1934–1938 erhob den Anspruch, einen solchen Ständestaat in Österreich zu errichten. Die am 1. Mai 1934 „im Namen Gottes“ verabschiedete, nie wirklich in Kraft getretene österreichische Maiverfassung sollte zur Grundlage eines „sozialen, christlichen, deutschen Staates Österreich auf ständischer Grundlage“ werden, der sich gegen den kämpferischen Klassenkampfgedanken stellte. Sie zielte auf ein von der katholischen Kirche getragenes, ständisch-feudales Gesellschaftsmodell (sog. Austrofaschismus).
Nach dem Anschluss Österreichs an das Deutsche Reich 1938 gerieten die dort wirkenden Theoretiker des Ständestaates wie Othmar Spann und Walter Heinrich in Konflikt mit den Nationalsozialisten, u. a. weil ihre Ideen einer hierarchisch gegliederten Gesellschaft mit einer Elite an der Spitze nicht mit dem Konzept eines einheitlichen Volkskörpers und der nationalsozialistischen Rassenlehre kompatibel war.

### Andere Staaten
In der wissenschaftlichen Literatur wird der Begriff zudem für die gesellschaftliche Zielvorstellung verwendet, die Salazars Estado Novo in Portugal (1933–1974) oder das Regime Tisos in der Slowakei (1938–1945) verfolgten. Diese Regimes gelten vielfach als faschistisch. Auch in Spanien unter Francisco Franco und in Lateinamerika, das schwer von der Weltwirtschaftskrise getroffen war, wurden korporatistische Strukturen geschaffen, so in Mexiko, in Brasilien unter Getúlio Vargas und in Argentinien unter Juan Perón. Teils schwächten, teils stärkten diese Strukturen die Gewerkschaften. 
In abgeschwächter Form wurde ein Ständestaat auch unter der autoritären Herrschaft von Konstantin Päts in Estland etabliert.